# Il vendicatore di Jess il bandito
Il vendicatore di Jess il bandito (The Return of Frank James) è un film del 1940 diretto da Fritz Lang.
È il primo film a colori diretto da Lang, sorta di sequel di Jess il bandito di Henry King. Le vicende narrate sono quasi del tutto inventate: infatti Frank James si arrese sei mesi dopo la morte del fratello e la morte dei fratelli Ford non era in nessun modo legata a lui.

## Trama
3 aprile 1882: Jesse James, un celebre fuorilegge, è colpito a tradimento da Bob Ford, mentre sta appendendo un quadro di buonaugurio nella sua nuova casa, dove sperava, dopo il matrimonio, di ritirarsi a vita onesta con il nome di Mr. Howard.
Anche suo fratello Frank ha assunto un falso nome, Woodson, dal significato rivelatore di “figlio del bosco”, e vive in una fattoria, lavora i campi e alleva il bestiame. Dopo la morte di Jesse, attende con fiducia la punizione dei responsabili da parte della giustizia, ma quando viene a sapere che gli assassini del fratello non solo sono stati graziati ma riceveranno anche la taglia che pendeva su di lui, decide di vendicarsi.
Recupera il revolver, dimenticato e nascosto in un cassone sotto un cumulo di granoturco e parte solo a compiere la sua vendetta. Non avendo denaro, pianifica il furto della taglia, ingiustamente destinata ai due, non ancora riscossa e giacente nella cassaforte dell'ufficio postale. L'intervento imprevisto del suo giovane amico Clem, a cui aveva inutilmente raccomandato di restare alla fattoria, provoca la morte dell'impiegato.
Tallonati dalle forze dell'ordine, si dirigono insieme verso la città di Denver nel Colorado, sulle tracce dei Ford. Sconosciuti alla gente della città, per sviare le ricerche, mettono in giro la falsa notizia della morte di Frank. Suscitano in tal modo l'interesse di una graziosissima giovane donna, Eleanor Stone, figlia del direttore di un importante potente giornale. La ragazza è determinata a dimostrare al padre, contrario ad assumerla nella sua redazione, che anche una donna può ambire a quel mestiere, e fiuta nella notizia la possibilità di fare uno scoop. Intervista i due e pubblica la cronaca dettagliata della morte del ricercato, suggeritale dal vivace e mimato racconto di Clem. L'articolo ottiene una vasta risonanza. Insospettito, un funzionario della compagnia ferroviaria che protegge i Ford, fa qualche indagine, scopre la verità e il luogo del loro nascondiglio, ma Frank e Clem riescono a sfuggirgli.
Ritrovano i fratelli Ford in un luogo inusuale, un teatro, dove nelle vesti di attori recitano le proprie gesta. Frank, mescolato agli spettatori, è riconosciuto da uno dei due, e, nella rissa che ne consegue, scoppia un incendio. Charlie Ford si dà alla fuga. Raggiunto da Frank scivola da una roccia e precipita in un burrone.
Nel frattempo però Pinky, il fedele aiutante nero alla fattoria, viene arrestato e accusato di omicidio e Frank si trova a dover scegliere fra il proseguire la sua vendetta o consegnarsi, tentando di salvare Pinky dalla condanna a morte. Incoraggiato anche dalla bella giornalista, affascinata e già un po' innamorata di lui, si fa arrestare e affronta il processo. Lo difende un vecchio amico, redattore della Liberty Gazette, il maggiore Cobb, che con i suoi discorsi infiammati e convincenti, si guadagna il favore della giuria. Frank è assolto.
Bob Ford, presente nell'aula del tribunale, fugge e si asserraglia in una stalla. In un confronto serrato con Frank, vedendosi ferito e per non essere catturato, si toglie la vita. Ma anche Clem nella sparatoria è stato raggiunto da una pallottola e muore tra le braccia di Frank. Frank può ora ritornare alla sua fattoria e può sperare che un giorno o l'altro la bella giornalista lo raggiunga.

## Produzione
Twentieth Century-Fox, produttore: Darryl F. Zanuck.

### Sceneggiatura
Lang aveva frequentato, durante il suo primo anno in America, le tribù indiane della California e dell'Arizona. Aveva fatto amicizia con gli indiani Navajo, dei quali aveva anche appreso la lingua. Aveva scritto dopo questa esperienza una sceneggiatura dal titolo La montagna della superstizione (1939), che si svolgeva dal 1820 al 1920, e aveva come tema la ricerca di una miniera perduta sulle Montagne Rocciose. Il film, che avrebbe dovuto avere come titolo L'oro maledetto dell'olandese, non fu mai girato, ma l'esistenza di questo progetto spinse Darryl Zanuck, della casa produttrice Fox, a proporre a Lang un western, il seguito del film del 1938 Jess il bandito di Henry King.

### Riprese
La lavorazione durò 46 giorni.

### Prima
La prima si ebbe a New York il 9 agosto 1940. (Socci e Bertetto-Eisenschitz)

## Accoglienza
Il film ebbe un buon successo, tanto che la casa produttrice affidò al regista la direzione di un successivo western, che sarebbe uscito nel 1941 col titolo Fred il ribelle.

## Critica
Luc Moullet:
«Il personaggio di Frank risulta idealizzato rispetto alla realtà storica. Lang mette in evidenza ancora una volta il tema della vendetta. Come il protagonista di Furia, Frank ha tutte le ragioni di vendicare la morte del fratello ma la sua onestà morale lo convince a continuare saggiamente il suo mestiere di contadino, noncurante del disprezzo che gli manifestano i suoi antichi compagni. Bisognerà che la giustizia si riveli inefficace perché sia indotto a inseguire i fratelli Ford. Egli si consegnerà allo sceriffo per salvare la vita del suo dipendente nero. Infine ritornato a casa, compiuta la vendetta, potrà dire: «Oggi posso guardarmi allo specchio senza arrossire». Senza dubbio Frank James diventa qui un esempio morale. Egli segue una linea di condotta che deve tutto alla riflessione personale e niente alle tentazioni esterne del conforto legale o dell'eterna ribellione. L'onestà morale appare allora come una forma di eroismo, in cui l'uomo è senza tregua preso tra due fuochi, due clan, alla mercé dei quali la vendetta diventa un obbligo».
Lotte H. Eisner:
«Il primo western di Lang è privo di pessimismo e di amarezza… L'umorismo langhiano conferisce colore e vitalità alla scena del processo, che, come tutte le altre scene di tribunale in Lang, si distingue per l'immediatezza e la semplicità, per le continue variazioni ed invenzioni. Il film ha una semplicità gioiosa e campagnola che ricorda Sfida infernale di John Ford. Certe situazioni comiche servono a umanizzare i personaggi e a smorzare i momenti drammatici».
Paolo Mereghetti:
«Sfidando il cinema americano sul suo terreno d'elezione, il regista tedesco - al suo primo film a colori - è libero dalle convenzioni del genere. Frank, pur essendo un vendicatore implacabile, è un bandito gentiluomo preso in prestito dal popolo, premuroso nei confronti del ragazzino, disponibile all'innamoramento e alla sistemazione...»

### Paesaggio e colore
Gavin Lambert:
«L'aria cristallina e i grandiosi paesaggi dell'Ovest stimolano Lang come pittore, perché è nell'uso notevolmente raffinato e sperimentale del technicolor che sta il principale interesse del film. I paesaggi sono morbidi e luminosi, emanano una luce ricca e idilliaca…»

## Lang racconta
«Fu realizzato su commissione ma mi interessava; fu il mio primo western. Amo i western. Essi si basano su un codice morale semplice e essenziale. Tutte le morali semplici sono importanti per la riuscita di un film. Anche per Shakespeare la morale è semplice. La lotta dei buoni contro i cattivi è vecchia come il mondo, e penso che durerà ancora per molto tempo. Il western non rappresenta soltanto la storia di questo paese, ma anche quello che la saga dei Nibelunghi rappresenta per gli europei».